# Josef Kalvoda (diplomat)
Josef Kalvoda (17. srpna 1914, Trhová Kamenice – 24. května 1976, Praha) byl český interbrigadista, korektor a diplomat.

## Biografie
Josef Kalvoda se narodil v roce 1914 v Trhové Kamenici, jeho otcem byl Josef Kalvoda, matka se jmenovala Ludmila, vyučil se drogistou, následně také jako drogista až do roku 1936 pracoval. Po začátku španělské občanské války odešel do Španělska a vstoupil do interbrigád, po porážce republikánské armády byl internován v jižní Francii. Po začátku druhé světové války byl odveden do československé armády ve Francii, kde působil jako účetní. Po obsazení Francie padl do zajetí, ale posléze byl propuštěn a vrátil se do protektorátu, kde vedl obchod manžela své sestry. Na konci války působil v odboji a po válce působil v místním zastupitelstvu. Posléze odešel na pozici korektora v časopisu Svět Sovětů, mezi lety 1947 a 1948 působil jako ředitel společnosti Fruta a v roce 1949 nastoupil na Ministerstvo zahraničního obchodu.
V letech 1949–1952 působil jako obchodní přidělenec v Argentině, kde působil dočasně také jako vedoucí velvyslanectví v pozici chargé d'affaires, posléze se vrátil do Prahy a působil nastoupil do podniku zahraničního obchodu Skloexport a později Koospol. V roce 1957 opět nastoupil na Ministerstvo zahraničních věcí na latinskoamerické oddělení britsko-amerického odboru, již téhož roku v červenci však odjel na pozici rady do Uruguaye, kde velvyslanectví vedl v pozici chargé d'affaires, a v letech 1959 a 1960 v pozici velvyslance. V roce 1960 se vrátil do Prahy, kde pracoval na africkém odboru a téhož roku pak odešel na krátko jako chargé d'affaires do Mali, ale pak se vrátil zpět do Prahy na pozici vedoucího skupiny zemí Mali, Guinea a Ghana. V roce 1962 byl vyslán do Libanonu, odkud se zpět do Prahy vrátil v roce 1966. Na MZV následně nastoupil na pozici vedoucího resortní kontroly, ale po roce 1970 musel ministerstvo opustit a odešel do starobního důchodu.
Zemřel v roce 1976. Pohřben byl na hřbitově v Trhové Kamenici.